# Pseudeniaca schulthessi
Pseudeniaca schulthessi är en stekelart som beskrevs av Masi 1939. Pseudeniaca schulthessi ingår i släktet Pseudeniaca och familjen bredlårsteklar.
Artens utbredningsområde är Eritrea. Inga underarter finns listade i Catalogue of Life.